# Pseudoterpna holsatica
Pseudoterpna holsatica är en fjärilsart som beskrevs av Wagner 1922. Pseudoterpna holsatica ingår i släktet Pseudoterpna och familjen mätare. Inga underarter finns listade.